# Música beat

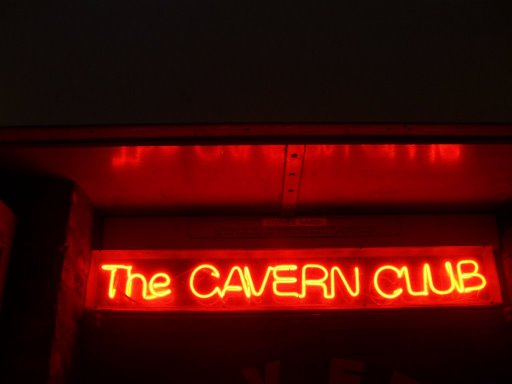
Cartell del Cavern Club a Liverpool.

La música beat (en català: cop o copejar) va ser un gènere nascut en el Regne Unit a principis dels anys 1960. Una part d'aquest estil es va denominar com Merseybeat, en referència als grups sorgits a la regió de Merseyside a la qual pertany Liverpool, la ciutat que va veure néixer a The Beatles i a altres grups del gènere.
Els instruments habituals de la música beat van ser la guitarra elèctrica, el baix elèctric i la bateria i el seu so es va caracteritzar per la sincronització d'aquests dos últims. La part vocal pot recordar al doo wop amb cors repetint síl·labes sense significat, però a diferència d'aquest gènere, els falsets i els tons massa greus no són habituals. Al principi, els grups beat tocaven fonamentalment cançons de rock and roll i R&B, fins que The Beatles van començar a gravar les seves pròpies cançons.
El gènere es va originar a Liverpool, encara que molts dels seus grups van passar temporades actuant a la ciutat alemanya d'Hamburg, interpretant cançons de R&B amb influències de doo wop, skiffle i en major mesura rock and roll. A més de The Beatles, altres bandes importants del gènere procedents de Liverpool van ser The Searchers, Gerry and the Pacemakers i The Merseybeats, els qui en la seva majoria es van adobar actuant en el Cavern Club d'aquesta ciutat anglesa.
Les bandes beat més importants, a més de les de Liverpool, van ser The Hollies, Herman's Hermits, The Dave Clark Five, The Monkees, els primers The Zombies i els australians Easybeats.
La seva època daurada va tenir lloc entre els anys 1963 i 1965. A mitjan aquesta dècada va iniciar la seva decadència quan la majoria de les bandes beat van començar a tocar rock psicodèlic. Molts d'aquests grups van donar lloc a l'anomenada Invasió britànica, com va ser coneguda l'onada d'artistes de rock britànic que van obtenir una gran popularitat als Estats Units a mitjan anys 60, liderats per The Beatles.

## Mersey beat
El mersey beat (també conegut com a merseybeat o mersey sound) era el so de Liverpool, era el nom d'un tipus de música (melodia amb ritme), al voltant dels anys 60. Potser el grup més famós d'aquest gènere van ser The Beatles. Altres importants grups van ser Gerry and the Pacemakers, The Searchers i la cantant Cilla Black.
Els primers grups musicals d'aquest gènere poden ser Rory Storm and the Hurricanes (el baterista era Ringo Starr) o Kingsize Taylor and the Dominoes.